# L'Illustrazione Italiana
L'Illustrazione Italiana era una rivista settimanale italiana con sede a Milano, pubblicata ininterrottamente dal 1873 al 1962 per un totale di quasi 5 000 numeri. Insieme a La Domenica del Corriere e a La Tribuna illustrata è stato uno dei settimanali illustrati più letti in Italia dalla fine Ottocento all'avvento della televisione. Nel 1981 è stata ripresa la pubblicazione sotto vari editori. Attualmente viene pubblicata a cadenza irregolare.

## Storia

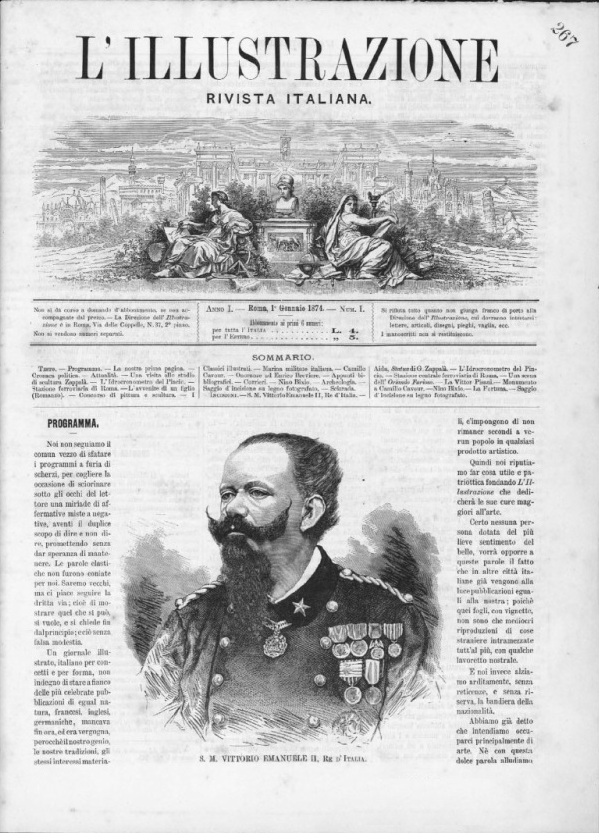
Il N. 1 del mensile «L'Illustrazione», uscito a Roma nel 1874 per sei numeri. La rivista venne rilevata dai fratelli Treves.

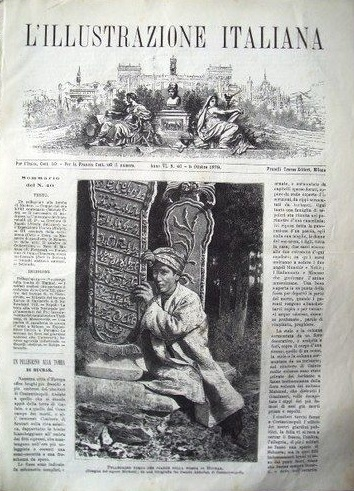
Un numero del settimanale (1879).

Fondata a Milano con la testata «Nuova illustrazione universale», fu edita dalla casa editrice Fratelli Treves, fondata da Emilio Treves, il quale fu anche il primo direttore della rivista. Tra i redattori si annovera Eugenio Torelli Viollier, che fonderà nel 1876 il Corriere della Sera.
Nel corso del 1874 i fratelli Treves rilevano una rivista concorrente che stava dando buona prova di sé a Roma: «L'Illustrazione. Rivista italiana», diretta dall'artista romano Alessandro Foli. Dall'unione delle due riviste nacque L'Illustrazione Italiana, che uscì con la nuova testata a partire dal 1º novembre 1875. La rivista cominciò ad avere un'ampia diffusione negli ambienti della medio-alta borghesia, grazie alla qualità degli articoli e soprattutto delle illustrazioni, spesso affidate ad artisti di primo piano come Achille Beltrame, Pietro Scoppetta, Luigi Bompard, Giuseppe Cosenza ed Ettore Ximenes (il quale svolgeva anche le funzioni di vicedirettore).
Oltre che all'opera di artisti di grido, il pregio delle fonti iconografiche era dovuto anche alla scelta di utilizzare per la stampa incisioni in legno invece che litografie, che consentivano di ottenere un'altissima resa a partire dai bozzetti di base. Tale qualità fu mantenuta poi nel tempo anche in seguito all'avvento della fotografia, tecnica che vide rappresentati sulle pagine dell'«Illustrazione» alcuni tra i migliori fotogiornalisti nazionali: Armando Bruni, Mario Crimella, Giulio Parisio ed Emilio Sommariva. La prima fotografia venne pubblicata sul numero del 19 luglio 1885 (una spada del XVI secolo conservata nel Museo Poldi Pezzoli di Milano). Con l'avvento della fotografia la rivista adottò la carta patinata, che garantiva una migliore qualità delle immagini.
Per quanto riguarda la scrittura dei testi, il periodico si avvalse della collaborazione, in qualità di articolisti, di alcuni dei nomi più importanti della letteratura italiana, fra cui ricordiamo Giosuè Carducci, Grazia Deledda e Luigi Pirandello (premi Nobel per la letteratura), lo scrittore verista Giovanni Verga, il poeta Gabriele D'Annunzio, il critico letterario e favolista Luigi Capuana ed Edmondo De Amicis, autore del celeberrimo romanzo "Cuore", capolavoro della letteratura per ragazzi.
Accanto alla normale periodicità, L'Illustrazione pubblicava anche dei numeri "speciali" a colori anch'essi di elevata qualità. Realizzati in occasione delle festività di fine d'anno, richiamavano, in qualità di autori, nomi come Matilde Serao e Ada Negri, mentre la parte iconografica veniva affidata a pittori come Eduardo Dalbono, Giulio Aristide Sartorio, Francesco Paolo Michetti, Arnaldo Ferraguti e Gioele Ferraguti.
La grande fortuna dell'Illustrazione Italiana durò fino alla morte di Emilio Treves (1916), dopo la quale, pur avendo ancora tra i propri collaboratori scrittori come Eugenio Montale, Elio Vittorini, Salvatore Quasimodo, Riccardo Bacchelli, Italo Pietra, Niccolò Giani e Sergio Solmi, la rivista cominciò a mostrare i segni di un lento declino.
La promulgazione delle leggi razziali fasciste accelerò il processo in atto: nel 1939 la Treves dovette cedere l'azienda alla Garzanti. Verso la metà del 1942, in seguito agli eventi della seconda guerra mondiale, L'Illustrazione rallentò le sue uscite, fino ad essere trasformata in mensile nel 1951 da Livio Garzanti. Gli anni cinquanta videro la crescita vertiginosa dei rotocalchi, settimanali popolari di attualità. «L'Illustrazione Italiana» vide ridursi progressivamente il suo spazio, finché Garzanti la chiuse nel dicembre 1962. Dopo una breve parentesi tra il 1972 e il 1973, la rivista fu nuovamente sospesa.
L'editore Guanda riprese la testata nell'ottobre del 1981 e la ripropose, con cadenza bimestrale, come rivista di grafica, attualità e nuove tendenze. Il tentativo non ebbe il ritorno sperato e la rivista fu chiusa nel 1996.
Nel 2011 l'editore "My Way Media" ha iniziato a proporre dei numeri monografici della testata, come riedizioni anastatiche commentate, a cadenza bimestrale.

## Direttori
- Emilio Treves (1873-1908)

Raffaello Barbiera (redattore capo), 1874-1904
Alfredo Comandini (redattore capo)
- Emilio Treves e Guido Treves (1909 - 30 gennaio 1916)
- Guido Treves (8 febbraio 1916 - 12 maggio 1932)

Giovanni Beltrami, condirettore (8 febbraio 1916 - 31 gennaio 1926)
Calogero Tumminelli, condirettore (1926 - 12 maggio 1932)
- Calogero Tumminelli (maggio 1932 - giugno 1933)
- Giovanni Capodivacca (2 luglio 1933 - 21 dicembre 1934)
- Enrico Cavacchioli (gennaio 1935 - gennaio 1939)
- Aldo Garzanti (febbraio 1939 – 1951)

Pietro Bianchi, redattore capo (1949-1951)
- Livio Garzanti (1951 - 1962)

Pietro Bianchi, redattore capo (1951-1955) 
Gaetano Tumiati, redattore capo (1955-1962)

## Direttori artistici
- Eduardo Ximenes (1882-1908)